# Monte Nabeba
O Monte Nabeba ou Monte Nabemba é a montanha mais alta da República do Congo, com 1020 m de altitude. Fica no departamento de Sangha, no norte do país.